# الحسينات (لحسينات)
الحسينات هي إحدى مشيخات المملكة المغربية، تتبع جغرافيا لإقليم الصويرة وإداريًا للحسينات. يقدر عدد سكانها بـ 2770 نسمة حسب الإحصاء الرسمي للسكان والسكنى لسنة 2004.